# Barbara Cox Anthony
Barbara Cox Anthony (* 8. Dezember 1922; † 28. Mai 2007 in Honolulu) war eine US-amerikanische Zeitungsverlegerin, Rundfunksprecherin und Tochter von James M. Cox, einem Gouverneur von Ohio.

## Leben
Mit ihrer Schwester Anne Cox Chambers und ihrem Bruder, James M. Cox, jr., erbte sie per Testament das väterliche Unternehmen Cox Enterprises. Nach dem Ableben ihres Bruders 1974 teilten sich beide Schwestern in gleichen Teilen seine Anteile am Unternehmen.
Das Vermögen Barbara Cox Anthonys wurde auf etwa 12 Milliarden US-Dollar geschätzt, was sie zu einer der reichsten Frauen im eigenen Lande und zur reichsten Frau auf Hawaii machte.
Sie arbeitete als Vorsitzende von Cox Enterprises, das sich auf ein breit gefächertes Spektrum im Bereiche der Medien stützen konnte. Das Unternehmen arbeitete im Bereich des Kabelfernsehens, bot Internet- und Telefonanschlüsse an und vertrieb Zeitungen, wie die Atlanta Journal-Constitution oder The Palm Beach Post. Das Unternehmen umfasste Rundfunksender und Manheim, eine Auktionsgesellschaft für Autos. Auch im Internet gehörte dem Unternehmen eigene Seiten, wie etwa AutoTrader.com, der größte Anbieter von Autoteilen im Bereich des Einzelhandels.
Anthony, die sich auf ihrer Insel auch als Philanthropin einen Namen machte, gründete La Pietra Hawaii School for Girls und saß der Stiftung von 1978 bis zu ihrem Tode vor. Sie unterstützte auch die Tiermedizin, indem sie an die Veterinary School der Colorado State University spendete, was die Einrichtung zweier Lehrstühle für Pferdemedizin ermöglichte.
Sie war verheiratet. Ihr Sohn James C. Kennedy leitet nach ihr das Unternehmen Cox Enterprises.